# Masako Furuichi
Masako Furuichi (jap. 古市雅子 Furuichi Masako; ur. 20 października 1996) – japońska zapaśniczka walcząca w stylu wolnym. Złota medalistka mistrzostw świata w 2021 i brązowa w 2019 i 2022. 
Wicemistrzyni Azji w 2017; trzecia w 2018 i 2025. Pierwsza w Pucharze Świata w 2017 i 2018. 
Pierwsza na MŚ U-23 w 2019. Mistrzyni świata juniorów w latach 2014 - 2016.